# Westzone
Der Begriff Westzone wurde nach Ende des Zweiten Weltkriegs im besetzten Deutschland mit zwei verschiedenen Bedeutungen verwendet.

## Die westalliierten Besatzungszonen
Zum einen ist Westzone (im Singular zunächst nur bis spätestens 8. April 1949 für die Bizone) bzw. im Plural Westzonen die Bezeichnung für die drei Besatzungszonen in Westdeutschland, die nach Ende des Zweiten Weltkriegs den Westalliierten zugeteilt wurden. Aus diesem Teil Deutschlands ging 1949 die Bundesrepublik Deutschland hervor. Der Begriff „Westzone“ bildete das Gegenstück zum Begriff „Ostzone“, aus der die Deutsche Demokratische Republik hervorging.
Zur Westzone gehörten:
- die britische Besatzungszone
- die französische Besatzungszone
- die amerikanische Besatzungszone

## Die französische Besatzungszone
Daneben gibt es einen zweiten Sprachgebrauch, nach dem die britische Besatzungszone „Nordwestzone“, die französische Besatzungszone „Westzone“ und die amerikanische Besatzungszone „Südwestzone“ genannt wurde. Entsprechend dieser Festlegung ist mit „Westzone“ nur die Französische Besatzungszone gemeint.